# Карух (остров)
Карух (араб. جزيرة قارو‎) — кувейтский остров, самый маленький из девяти. Его площадь около 3,5 га, при длине 275 м и ширине 175 м. Расположен в 37,5 км от основной суши и в 17,5 км от острова Умм-эль-Марадим. Название произошло от большого числа осадков (Qar по-арабски). В 1977 году саудовская армия оккупировала острова Кару и Умм-эль-Марадим и выгнала оттуда кувейтские войска и местное население. Во время Войны в Заливе был первой кувейтской территорией, освобождённой от иракского присутствия, 21 января 1991 года.